# 134 (numero)
Centotrentaquattro (134) è il numero naturale tra il 133 e il 135. 

## Proprietà matematiche
- È un numero pari.
- È un numero composto con i seguenti divisori: 1, 2, 67, 134. Poiché la somma dei suoi divisori (escluso il numero stesso) è 70 < 134, è un numero difettivo.
- È un numero semiprimo.
- È un numero nontotiente.
- È un numero noncototiente.
- È parte della terna pitagorica (134, 4488, 4490).
- È un numero congruente.
- È un numero odioso.

## Astronomia
- 134P/Kowal-Vávrová è una cometa periodica del sistema solare.
- 134 Sophrosyne è un asteroide della fascia principale del sistema solare.

## Astronautica
- Cosmos 134 è un satellite artificiale russo.